# Shotgun Express
Shotgun Express was een Britse rhythm-and-bluesband, waar een aantal prominente muzikanten deel van hebben uitgemaakt, zoals Peter Green, Mick Fleetwood en Rod Stewart. 

## Biografie
Shotgun Express is in 1966 opgericht door Peter Bardens, die eerder keyboard speelde in de instrumentale band Peter B’s Looners. In Shotgun Express zaten ook gitarist Peter Green en drummer Mick Fleetwood, die later bekend werden van Fleetwood Mac, en bassist Dave Ambrose, die na korte tijd A & R manager (artist and repertoire) werd bij een platenmaatschappij. Voor de zang werden Rod Stewart en Beryl Marsden aangetrokken. Beryl werd indertijd beschouwd als een van de beste zangeressen van de Liverpoolse muziekscene. 
De band, die Shotgun Express werd genoemd, trad vaak op in clubs in Londen en speelde vooral soulklassiekers. Peter Green verliet de band in 1966 en ging  spelen bij John Mayall's Bluesbreakers. Hij werd vervangen door John Mooreshead en later Phil Sawyer. De band bracht in het najaar van 1966 een ep en een single uit, I could feel the whole world turn round, en later in datzelfde jaar een tweede single, Funny coz’ neither could I. In 1967 verscheen een ep (extended play) met vier nummers. 
Shotgun Express werd begin 1967 opgeheven, nadat Rod Stewart de band had verlaten en was overgestapt naar Jeff Beck. Peter Green werd lid van John Mayall’s Bluesbreakers, enige tijd later gevolgd door Mick Fleetwood. Beryl Marsden ging naar The She Trinity, Sawyer werd lid van de The Spencer Davis Group en Ambrose vertrok naar de jazzrock band van Brian Auger. Bardens formeerde later de progressieve rockband Camel.  

## Discografie

### Singles
- I could feel the whole world turn round/Curtains  (1966)
- Funny coz' neither could I/Indian thing (1966)

### Ep
- I could feel the whole world turn round (1967)